# 天主教瓜鲁柳斯教区
天主教瓜魯柳斯教區（拉丁語：Dioecesis Guaruliensis），是巴西一個天主教教區，位於聖保羅州東部，屬聖保羅總教區。
教區成立於1981年1月30日，2006年有教友809,000人，佔總人口64.8%。有卅四個堂區、司鐸四十六人。目前教區主教為埃德米爾森·阿馬多爾·卡埃塔諾（Edmilson Amador Caetano）。